# سوم-لوز
شهر سوم-لوز (به فرانسوی: Somme-Leuze) در شهرستان دینان (بلژیک)  در استان نمور  در منطقه فدرال والوون در کشور بلژیک واقع شده‌است.